# バートル・シューシテイ
バートル・シューシテイ（モンゴル語: Баатар шүүстэй Baγatur sigüsütei, 中国語: 小失的王, ? - 1352年から1454年）は、15世紀半ばのホルチン部の統治者。当初タイスン・ハーン（トクトア・ブハ）とエセン・タイシに仕えていたが、タイスン・ハーンがエセンに弑逆された後、バートル・シューシテイもまたエセンによって殺された。シューシテイ・ノヤン、シューシテイ・オン（シューシテイ王）とも記される。

## 概要
多くのモンゴル年代記において、バートル・シューシテイは最初のホルチン部統治者として登場しており、事実上のホルチン部創始者であったと見られる。
15世紀初頭よりモンゴリアではドチン・モンゴル（韃靼）とドルベン・オイラト（瓦剌）の二大勢力が抗争を続けており、バートル・シューシテイの属するホルチン部もまた、モンゴルに属してオイラトと戦っていた。モンゴル年代記の一つ『アルタン・トブチ』によると、アルクタイ太師に擁立されたアダイ・ハーンがオイラトに出陣した際、当初チャガン・トゥメン（カチウンの後裔）のエセクを先鋒としていたが、「二歳馬は速いが老馬は長駆に耐える」といってバートル・シューシテイを先鋒に改めたという。オイラトの先鋒として出てきたグイリンチとバートル・シューシテイはかつて盟友（アンダ）であり、グイリンチが射撃を得意とすること、バートル・シューシテイが斬撃を得意とすることを互いに知っていたため、バートル・シューシテイは二重に鎧を着込んで出陣した。グイリンチの矢はバートル・シューシテイの鎧を貫いたが体を傷つけるには至らず、バートル・シューシテイの斬撃によってグイリンチは殺された。バートル・シューシテイが決闘に勝利したことによってモンゴル軍が優勢となり、最終的にオイラト軍は敗北を喫したという。
モンゴル年代記の一つ『蒙古源流』では、バートル・シューシテイとグイリンチの決闘をアダイ・ハーンの時代ではなくタイスン・ハーンの時代のこととしているが、『蒙古源流』の年代の誤りから『アルタン・トブチ』の記述が正しいと見られる。
一時的にオイラトに対して優勢であったアダイ・ハーンとアルクタイ太師の連合は、永楽帝の北征によって弱体化し、1430年代にはタイスン・ハーンを擁立したオイラトのトゴンによって破られた。ホルチン部を含むドチン・モンゴルの残党はタイスン・ハーンの傘下に入り、バートル・シューシテイはタイスン・ハーン麾下の有力諸侯の一人として知られるようになった。正統8年（1443年）にタイスン・ハーン配下の一人として明朝より下賜を受けた「小的失王」は「小失的王」の誤りで、「シューシテイ・オン」を音訳したものではないかと推測されている。
トゴンの後を継いだ息子のエセン・タイシは、やがてタイスン・ハーンと対立するようになり、最終的にタイスン・ハーンはエセンによって弑逆された。『アルタン・トブチ』によると、タイスン・ハーンの没後にバートル・シューシテイはエセンに招かれ、10人の僚友（ノコル）とともにユルトを訪れたという。そこでエセンは使者に、バートル・シューシテイからグイリンチを斬った刀を持ってくるよう言いつけたところ、エセンの悪意を察知したバートル・シューシテイは使者に斬りかかった。しかし最期にはエセン・配下のオルクイ・メルゲンに捕らえられ、10人の僚友とともに殺されたという。
エセンはバートル・シューシテイの長男ボルナイをも殺そうとしたが、ソロングートのサンクルダイとその妻ハラクジンの助けによってボルナイは難を逃れた。後にボルナイは明朝の史料にも頻出する「大酋」に成長し、ホルチン部発展の基礎を築いた。

## 家系
『アルタン・トブチ』や『蒙古源流』といったモンゴル年代記には、ジョチ・カサルからバートル・シューシテイに至る系図は記されていないが、これらより後に編纂された『恒河の流れ』にはジョチ・カサルから清代のホルチン部王家に至る系図を記している。ただ、上述したように『恒河の流れ』に先行して書かれたモンゴル年代記ではバートル・シューシテイ以前のホルチン部当主については記述がないため、この系譜は後世の創作の可能性が高いと見られる。
- ジョチ・カサル
  - イェスンゲ（Есүнгэ Тайж）
    - シクドゥル（Шударга Тайж）
      - コンゴル（Хонгор Тайж）
        - バイ・テムル（Бай Төмөр）
        - オルク・テムル（Өрөг Төмөр）
        - ベルケ・テムル（Бэрх Төмөр）
          - ブシュー（Бүс Тайж）…コンゴルの三子の「いずれかの息子」とする
            - アグサカルダイ（Агсахалдай）
              - アルグ・テムル（Арөг Төмөр）
                - エスンク（Эсэг）
                  - バートル・シューシテイ（Баатар шүүстэй）
                    - ボルナイ（Булунай）